# Juliusz Paetz

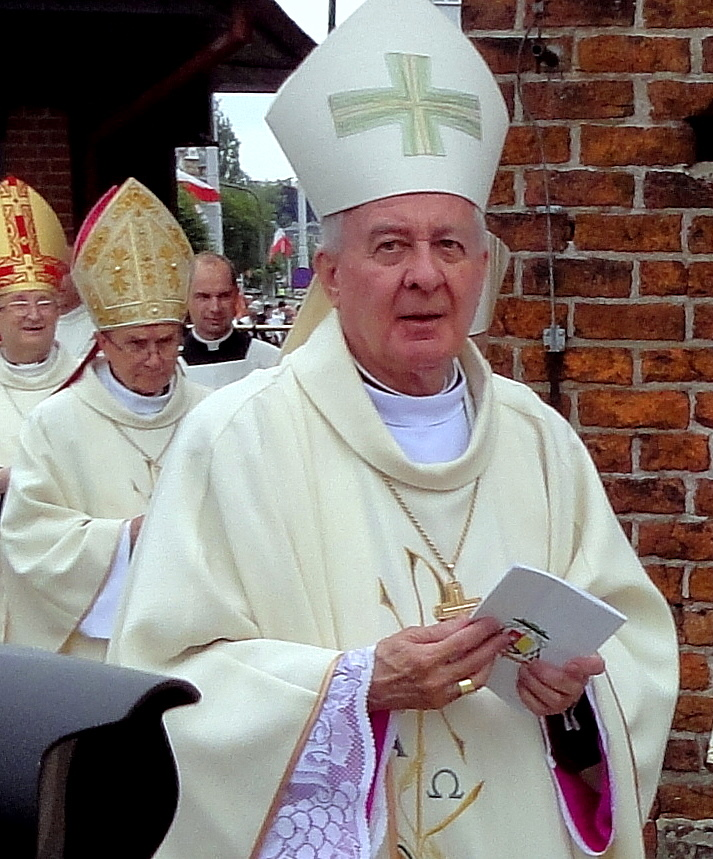
Chân dung Juliusz Paetz

Juliusz Paetz (2 tháng 2 năm 1935 - 15 tháng 11 năm 2019) là một giám mục của Giáo hội Công giáo người Ba Lan. Ông từng là Giám mục của Łomża từ năm 1982 đến năm 1996 và là Tổng giám mục của Poznań từ năm 1996 đến năm 2002. Năm 2002 ông có đơn từ chức lên Tòa Thánh và được chấp nhận sau những cáo buộc về hành vi tình dục không phù hợp. Sau năm 2002, ông là tổng giám mục danh dự của Poznań.

## Cuộc đời
Juliusz Paetz sinh ngày 2 tháng 2 năm 1935 tại Poznań và được Tổng giám mục Antoni Baraniak thụ phong linh mục ngày 28 tháng 6 năm 1959 tại Nhà thờ chính tòa Poznan. Ông làm giám tuyển ở các giáo xứ Ostrow Wielkopolski và Poznan. Ông sống ở Ý từ năm 1967 đến năm 1982. Ông làm việc trong Ban Thư ký của Thượng Hội đồng Giám mục. Năm 1976, ông được bổ nhiệm làm giám mục. Ông đã cộng tác với các Giáo hoàng Phaolô VI, Giáo hoàng Gioan Phaolô I và Giáo hoàng Gioan Phaolô II. Năm 1981, ông được trao tặng Huân chương Công đức của Bộ Tư lệnh Bồ Đào Nha.
Vào ngày 20 tháng 12 năm 1982, Paetz được bổ nhiệm làm Giám mục của Łomża. Ông được Giáo hoàng Gioan Phaolô II phong làm Giám mục ngày 6 tháng 1 năm 1983 tại Vương cung thánh đường Thánh Phêrô và nắm quyền quản lý giáo phận vào ngày 13 tháng 3 năm 1983.
Ngày 11 tháng 4 năm 1996, ông được bổ nhiệm làm Tổng Giám mục của Poznań.